# Любомир Ніколов
Любомир Ніколов (болг. Любомир Николов — болгарський письменник-фантаст, перекладач і редактор, також відомий під псевдонімами Колін Волмбері та Тім Деніелс, під якою він публікує книгу-гру. Він є «батьком» жанру книга-гра в Болгарії. Ніколов є одним із шанованих толкіністів і відомий перекладом чотирьох книг Джона Р. Р. Толкіна — «Володар перснів», «Сильмариліон», «Незавершені оповіді Нуменора та Середзем'я» і «Діти Гуріна». Любомир Ніколов — автор багатьох казок для дітей, фантастичних оповідань та романів.

## Біографія
Любомир Славов Ніколов народився 10 січня 1950 у м. Казанлик. Він є братом письменника Сіма Ніколова. Одружений, має одну доньку. Навчався на машинобудуванні у місті Тула, Росія. Закінчив факультет журналістики Софійського університету «Климент Охридський» у 1977 р. Під час навчання працював на Болгарському телебаченні, де разом зі своїми колегами під псевдонімом «Іван Славков» знімає шоу «На пагорбах часу». Працював у Центральній раді болгарських профспілок, у журналі «Крила» та у різних періодичних виданнях. Дебютував у науковій фантастиці у 1969 році оповіданням «Головний свідок» . З 1991 року є професійним перекладачем і письменником.
Любомир Ніколов — перший болгарський автор книг-ігор. Він починає писати подібні твори в 1992 році, натхненний англійською книгою-грою, яку він випадково купив в антикварному магазині, він вирішив написати власну. Першою книгою-грою, який він написав, називається «У лабіринті часу». , але був опублікований Плеяди як його третій. Спершу була опублікована «Вогняна пустеля» Equus Art (під його справжнім ім'ям), яка була першою опублікованою книгою-грою болгарського автора. Далі йде «Замок гоблінів» (зараз під псевдонімом Колін Волмбері), виданий «Плеядами». Пише переважно фентезійні (у тому числі фентезійно-гумористичні) та пригодницькі книги. Він досяг найбільшого успіху з кількома серіями — циклом про свого знакового персонажа, археолога Діка Ченсі, кількома книгами-іграми про гоблінів, історично заснованими на творах «Вершник Апокаліпсису» та «Тінь Сатани», а також епопічною фентезійною трилогією, події якої відбуваються у світі, підкореному чудовиськами — «Річка, з якої ніхто не повертається», «Цвяхи проти вогню» та «Крижаний вихор смерті». Його книги-ігри характеризуються відносно простими ігровими системами та акцентом на літературу, а правильний шлях всередині підтверджує моральний вибір; Колін завжди винагороджує мужність, дружбу та благородство.
Дебютний роман автора «Суд поколінь» (у співавторстві з хіиіком Георгієм Георгієвим) являє собою екологічну антиутопію. Також Ніколов є автором сольних фантастичних романів —— «Кріт», «Хробак під осіннім вітром», «Десятий праведник». За його оповіданням «Гребінець для гобліна», знято телефільм. Він написав близько 25 книг-ігор під псевдонімом Колін Волбері (Colin Walmbury) до занепаду цього жанру у 1999 році. Любомир Ніколов працював позаштатним перекладачем і письменником у жанрі фентезі. Майже з самого початку є учасником Клубу художньої літератури імені Івана Єфремова при Софійському міському молодіжному центрі. Майже з самого заснування є членом клубу художньої літератури «Іван Єфремов» при Софійському міському молодіжному центрі.

## Нагороди
Любомир Ніколов — лауреат премії «Єврокон» (Франція, 1987), «Соцкон» (1989) і «Гравітон» (2001)< за загальну креативність, нагороду читача за найкращий фантастичний роман десятиліття (2002), Премія Спілки перекладачів. «Крижана цитадель» отримала нагороду «Книга року в Болгарії» 2014 та за «Найкращу книгу-гру» від Національної премії фентезі 2015. На цих же нагородах Любомир Ніколов отримав приз за найкращого перекладача.

### Романи
- «Суд поколінь» (болг. «Съдът на поколенията») (разом з Георгієм Георгієвим[bg]), 1978 р.
- Кріт (болг. «Къртицата»), 1981
- «Хробак на осінньому вітрі» (болг. «Червей под есенен вятър»), 1986 (отримав премію «Єврокон» за 1987 рік)
- «Десятий праведник» (болг. «Десетия праведник»), 1999 (отримав «Читацьку премію за найкращий роман десятиліття»)[12]
- Сіра дорога, частина I: Спадкоємець (болг. «Сивият път част I: „Наследникът »), 2014
- «Забуті казки» (болг. «Забравени сказания»), 2014

### Оповідання
- «Головний свідок»
- «Крапля волі»Курсивний текст
- «Доставка в пляшці»
- «Гоблінський гребінь»
- «Ліс»
- «Ліки від ліні»
- «Ніде бар»
- «До кінця зимової ночі»
- «Свято гунів»
- «Канікули починаються»
- «Посланець старійшин»
- «Принтер для барабанів»

### Книги-ігри
- «Ніч перевертнів»
- «Син світла»
- Пекельна вежа
- «Останні двері»
- «Вогняна пустеля»
- «Замок гоблінів»
- «У лабіринті часу»
- Операція «Зоряний гість»
- «Крижані пірати»
- «Річка, з якої ніхто не повертається»
- «Політ грифона»
- «Цвяхи проти вогню»
- «Крижаний вихор смерті»
- «Гримуар»
- «Врятувати Титанік»
- «Гобліни повернулися»
- «Таємниця гоблінів»
- «Ліс демонів»
- Чорне дзеркало
- «Прокляття замку Муш-Мурок»
- Вершник Апокаліпсису
- «Тінь Сатани»
- «Конан і гра богів»
- «Колони вічності»
- «Квинтар слонів»
- «Підземний біг ([strat]])»
- «Володар звірів» (під псевдонімом Тім Деніелс)
- «Три камені долі» (під псевдонімом Тім Деніелс)
- «Святилище Гіпербореї» (під псевдонімом Тім Деніелс)
- «Крижана цитадель» (Премія «Золота Ніка»[ru]) за найкращу книгу-гру 2014 року, нагорода за найкращу болгарську книгу за 2014 рік від «Цитаделі»

### Збірки
- «Нові казки з усього світу», 2012

## Переклади
Любомир Ніколов перекладав понад 100 книг різних жанрів. Серед них:
- «Володар перснів» — Дж. Р. Р. Толкін (отримав премію Союзу перекладачів)
- "Сільмариліон — Дж. Р. Р. Толкін
- «Неповні легенди» — Дж. Р. Р. Толкін
- «Діти Гуріна» — Дж. Р. Р. Толкін
- «Воно» — Стівен Кінг
- "Зіткнення — Стівен Кінг
- "Лот Салема — Стівен Кінг
- «Суперкомандос» — Річард Морган
- «Пробуджені фурії» — Річард Морган
- «За межі мовчазної планети» — Клайв Льюїс
- "Корпорація «Безсмертя» — Роберт Шеклі
- «Цивілізація статусу» — Роберт Шеклі
- «Вони ходили, як люди» — Кліффорд Сімак
- Alienist — Калеб Карр
- «Африканські мемуари» — Ернест Хемінгуей
- «Клієнт» — Джон Грішем
- «Адвокат на вулиці» — Джон Грішем
- Вердикт — Джон Грішем
- Післязавтра — Алан Фолсом
- «День сповіді» — Алан Фолсом
- Екзорцист (переклад Ніколова як Екзорцист) — розширене видання книги Вільяма Пітера Блетті.
- Месія Дюни — Френк Герберт
- «Ліва рука Бога» — Пол Гофман
- «П'ятий суд» — Пол Гофман